# Suša, Lukovica
Suša este o localitate din comuna Lukovica, Slovenia, cu o populație de 29 de locuitori.